# Hessenhaudoline
Die Hessenhaudoline ist eine Doline nördlich von Blaubeuren auf der Gemarkung der Gemeinde Berghülen auf der Schwäbischen Alb. An ihrem Grund öffnet sich der künstlich geschaffene Eingangsschacht zur Hessenhauhöhle, der mit derzeit 148 m Vertikalerstreckung zweittiefsten Höhle der Schwäbischen Alb.
Im Rahmen einer Geländebegehung wurde in ihr im Frühjahr 2005 ein starker Luftzug festgestellt, der auf eine Verbindung mit größeren Hohlräumen hindeutete. Aufgrund dieser Tatsache und der Lage in der Verlängerung des „Speleonautenwegs“ in der Blautopfhöhle wurde die Wahrscheinlichkeit für einen trockenen Zugang in die hinteren Teile des Blauhöhlensystems von Experten als relativ hoch eingeschätzt.
Auch wenn eine Verbindung der Hessenhauhöhle zum Blauhöhlensystem durch die in beiden Systemen aktiven Höhlenforscher noch nicht hergestellt werden konnte, konnte eine hydraulische Verbindung der beiden Höhlen durch Markierungsversuche im Mai 2012 gesichert werden. Ebenso wird spekuliert, dass die Höhle in nördlicher Richtung bis in das sieben Kilometer entfernte Laichingen reichen könnte.
Die Windgeschwindigkeit im Dolinenschacht wird von einem Datenlogger aufgezeichnet. Die maximal festgestellte Geschwindigkeit betrug bislang 20 km/h. Als weiteres Charakteristikum der Hessenhaudoline gilt, dass die in ihr feststellbare starke Luftbewegung sowohl durch Temperaturunterschiede als auch durch Luftdruckschwankungen verursacht wird. Die Hessenhauhöhle ist Deutschlands einzige Höhle, für die in der Literatur das Phänomen der barometrischen (d. h. durch Luftdruckschwankungen verursachten) Bewetterung beschrieben wird.
Nach den erforderlichen Genehmigungen begannen im Januar 2006 Forscher mehrerer Höhlenvereine, die sich in der Arbeitsgemeinschaft Blaukarst (Arge Blaukarst) zusammengeschlossen haben, mit der Grabung. Diese erfolgte einige Jahre lang an beinahe jedem Wochenende. Da im Versturz gegraben werden musste, wurde eine Verbautechnik mit Leitplanken eingesetzt. Der Aushub wurde mit elektrischen Seilwinden aus dem Schacht befördert.

## Forschungsverlauf
Nach Berichten der Arge Blaukarst wurde Ende 2006 in 30 m Tiefe eine kleine Höhlenhalle entdeckt – die sogenannte „i-Punkt-Halle“.
Im September 2008 wurde eine Grabungstiefe von 50 m erreicht.
Ende März 2010 gelang in einer Tiefe von 55 m der Durchbruch in weitere natürliche Hohlräume: Der so genannte „Sinterkarrenschacht“ konnte am Osterwochenende 2010 bis in eine Tiefe von 85 m befahren werden. Eine Engstelle am unteren Schachtende verhinderte für einige Wochen das weitere Vordringen in die Tiefe. Am 3. Juli 2010 konnten die Höhlenforscher im dann so genannten „Halbfinalschacht“ bis in eine Tiefe von 124 m vordringen.
Am 12. März 2011 erreichten Forscher der Arge Blaukarst einen Canyongang, der einige Meter unterhalb des Halbfinalschachts vom sog. Regenschacht abzweigt und bis zu einer Tiefe von 127 m befahren werden konnte. Somit wurde die Hessenhauhöhle noch vor der 126 m tiefen Laierhöhle bei Geislingen zur tiefsten Höhle der Schwäbischen Alb.
Nach der Erweiterung einer zunächst unpassierbaren Engstelle erreichten die Forscher Ende März 2011 nach einer teilweise engen, 250 m langen Passage einen wasserführenden 10 m breiten und 15 m hohen Höhlentunnel, die so genannte „Nordblau“. In südlicher Richtung endet der Gang an einem Siphon, in nördlicher Richtung konnte die Nordblau 300 m weit verfolgt werden.
Im April 2011 wurde bei einer erneuten Messung der aktuell tiefste Punkt der Höhle am Grund des „Suppinger Siphons“ mit 140 m unter dem Schachteinstieg vermessen.
Bei weiteren Exkursionen im April und Mai 2011 wurden weitere Bereiche der Höhle begangen und vermessen. Hierbei wurde ein ca. 70 m hohes Schlotsystem entdeckt, das „Totes Gebirge“ genannt wurde. Außerdem konnten der „Suppinger Siphon“ durchtaucht und weitere Höhlenteile vermessen werden. Am 9. Mai 2011 überschritt die vermessene Länge der Höhle einen Kilometer, bereits am 17. Mai 2011 konnte die Hessenhauhöhle auf eine neue Gesamtlänge von 1363 m vermessen werden.
Am 4. Juni 2011 gelang es den 30 Meter langen „Spaghettisiphon“, bisheriger Endpunkt der Höhle in nordwestlicher Richtung, zu durchtauchen. Dahinter wurde eine über Wasser liegende Fortsetzung entdeckt und die Höhle auf die Länge von 1435 m vermessen. Auch vor dem Siphon wurde ein Zubringer der in nördliche Richtung führt vermessen. Die Begehung wurde auf offener Strecke abgebrochen, auch hier wird eine weitere Fortsetzung erwartet. Ebenfalls im Juni wurde ein Gang entdeckt, durch den der Siphon am Ende der Blaubachklamm umgangen werden kann. Bei den erfolgten Vermessungen erhöhte sich abermals die Länge auf 1510 m.
Mitte Juli 2011 wurde die so genannte „Mergelgrubenklamm“ weitererforscht, die Gesamtlänge der Höhle erhöhte sich durch die Vermessungen auf 1641 m.
Im August 2011 konnten bei weiteren Befahrungen neue Bereiche entdeckt sowie alte Bereiche weiter erforscht und vermessen werden. Im Rahmen dieser Forschungen wurde der „Knöpfchensintergang“ entdeckt und die Gesamtlänge konnte auf 1824 m vermessen werden.
Bereits im September 2011 überschritt die vermessene Gesamtlänge der Höhle mit 2042 m die 2-km-Marke. Am 11. September konnte der „Säulensiphon“ durchtaucht werden, dabei konnte hinter dem Siphon die weitere Fortsetzung entdeckt werden.
Im April 2012 wurden im Rahmen einer Biwaktour über die Osterfeiertage weitere Höhlenteile erforscht. Bei der Vermessung des Karrensiphons wurde der bis dahin aktuell tiefste Punkt der Höhle mit 144 Meter entdeckt. Weitere Höhlenteile hinter diesem Siphon sowie Gänge auf der entgegengesetzten Seite flussaufwärts wurden vermessen, so dass die Gesamtlänge auf 3028 m erhöht wurde. Im gleichen Monat konnte durch zwei Färbeversuche mit Uranin bewiesen werden, dass die Hessenhauhöhle flussabwärts mit dem Blauhöhlensystem und flussaufwärts mit der Laichinger Kläranlage hydraulisch verbunden ist.
Im Mai 2012 konnte der dritte flussabwärts gelegene Siphon (33 m lang, genannt „Tiefgarage“) durchtaucht und vermessen werden, wodurch sich die Gesamtlänge auf 3182 m erhöhte.
Im weiteren Verlauf der Forschung flussabwärts wurde ein Überstieg des 4. Siphones entdeckt, von den Forschern „Traumtunnel“ genannt. Dort wurde im September 2012 ein neues Biwak eingerichtet und mit der Erkundung von Siphon 5 begonnen. Dieser Siphon wurde ca. 20 m bis zu einer Tiefe von 7 m ausgeleint. Auf dem Rückweg wurde der 40 m lange 4. Siphon vermessen, wodurch sich die Gesamtlänge der Hessenhauhöhle auf 3872 m erhöht hat.
Anfang 2013 wurde durch die Anschaffung eines neuen Kreislaufgerätes die Grundlage für verbesserte Forschungsbedingungen geschaffen. So konnte im April auch die Fortsetzung von Siphon 5 in Richtung Blauhöhle ausfindig gemacht werden.
Bereits im Mai wurde der Siphon 5 vermessen und dahinter ein breiter Flusstunnel entdeckt, der in Richtung Blauhöhle führt.
Bei der Vermessung wurden 42 m Strecke erfasst, die Gesamtlänge stieg auf 3945 m und die Tiefe auf 148 m.
Im Rahmen einer Biwaktour am 17. Juni wurden die hinter Siphon 5 vorgefundenen Überwasserteile vermessen und die Gesamtlänge der Hessenhauhöhle erhöhte sich auf 4006 Meter. Damit ist diese nun vor der Falkensteiner Höhle auf Rang 4 der längsten Höhlen der Schwäbischen Alb. Ebenfalls im Rahmen dieser Tour wurden im Siphon 6 Leinen für den weiteren Vorstoß verlegt.
Im Jahre 2014 konnten durch weitere Expeditionen erneut neue Höhlenbereiche erforscht werden. Im März durch eine Tauchexpedition 70 Meter (53 davon vermessen), im Juni erreichte die Gesamtlänge der Höhle durch neu vermessene Gänge bereits 4450 Meter. Damit ist die Hessenhauhöhle seit diesem Zeitpunkt nach dem Fuchslabyrinth und der Wulfbachquellhöhle die drittlängste Höhle der Schwäbischen Alb. Auch im September konnte bei einer Biwaktour nochmals Neuland entdeckt werden.
Im April 2015 wurden an den nördlichen und südlichen Endpunkten insgesamt nochmals über 200 Meter Neuland vermessen, die Gesamtlänge erreichte damit 4683 Meter.
Im Juli stieg die Höhle in die Klasse der Riesenhöhlen auf, nachdem bei Vermessungen die Gesamtlänge auf 5033 Meter erhöht werden konnte. Bereits im September konnten nochmals große Bereiche vermessen werden, so dass die Gesamtlänge auf 5460 Meter anwuchs.
Im Frühjahr und Sommer 2016 wurden weitere Vermessungen durchgeführt, bei denen wieder 200 m Neuland vermessen wurden.
Bei diesem Gangteil "Laichinger Diretissima" handelt es sich um einen nach Norden führenden Gangteil, der keinen größeren Bach enthält. Im hintersten Teil dieses Ganges, der nach Einschätzung der Expeditionsteilnehmer der bisher schönste Gangbereich ist, wurden wunderschöne Kristalle gefunden.
Auch der Flussgang wurde weiter erforscht: hier wurde der große 5. Nordsiphon auf ca. 70 Meter Länge angetaucht. Die neue Länge betrug 5810 Meter.

## Belege
1. ↑  Längsten und tiefsten Höhlen Deutschlands – Arge Grabenstetten. Thilo Müller und Andreas Wolf, ARGE Höhle & Karst Grabenstetten e. V., März 2025, abgerufen am 15. März 2025.
2. ↑  Immer tiefer hinab in die Höhle (Memento vom 15. Juli 2010 im Internet Archive) von Joachim Striebel in der Südwest-Presse vom 12. Juli 2010
3. ↑  Offizielle Pressemitteilung der Arge Blaukarst: „Die Hessenhauhöhle ist die tiefste Höhle der Schwäbischen Alb“ (abgerufen am 17. März 2011)
4. ↑  „Durchbruch zur Blauhöhle“ von Thomas Spanhel & Joachim Striebel in der Südwest-Presse vom 31. März 2011 (Memento vom 1. Mai 2011 im Internet Archive)
5. ↑  „Schlot bis 70 Meter Höhe erkundet, Gang hinter Suppinger Siphon vermessen“ (abgerufen am 19. Mai 2011)
6. ↑  Liste der tiefsten Höhlen Deutschlands nördlich der Alpen (abgerufen am 14. Juli 2011)
7. 1 2 3 4 5  Homepage der Arge Blaukarst: Aktuelles (abgerufen am 21. Februar 2018) (Memento des Originals vom 2. November 2006 im Internet Archive)  Info: Der Archivlink wurde automatisch eingesetzt und noch nicht geprüft. Bitte prüfe Original- und Archivlink gemäß Anleitung und entferne dann diesen Hinweis.
8. ↑  Zeitungsartikel von Joachim Striebel in der Südwest-Presse vom 18. Mai 2012 (abgerufen am 15. April 2018) (Seite nicht mehr abrufbar, festgestellt im November 2022. Suche in Webarchiven)  Info: Der Link wurde automatisch als defekt markiert. Bitte prüfe den Link gemäß Anleitung und entferne dann diesen Hinweis.